# 苏静
苏静（1910年12月21日—1997年11月28日），曾用名苏孝顺，中国人民解放军中将，1955年获二级八一勋章、一级独立自由勋章、一级解放勋章，1988年获一级红星功勋荣誉章。
1973年文化大革命期间，苏静少将曾任中国人民解放军驻北京铁道部 军事管理委员会主任。对平息铁道部革命造反派之间的派系斗争，作出重要贡献
苏将军待人诚恳，丝毫没有架子
苏将军喜欢摄影，拍摄了许多解放战争时期红军的照片
罗荣桓将军从苏联回国时，知道苏静喜爱摄影，替他带回一台带长焦镜头的莱卡相机